# Двожец Віленьські (станція метро)
52°15′15″ пн. ш. 21°02′07″ сх. д. / 52.25417° пн. ш. 21.03528° сх. д.
Двожец Віленьські  (пол. Dworzec Wileński) — станція Другої лінії Варшавського метрополітену. Відкрита 8 березня 2015 року. Розташована в районі Прага-Пулноц, вздовж вулиці Торгова (ul. Targową), між Алеєю «Солідарності» та вулицею Бялостоцькою.
Колонна двопрогінна станція мілкого закладення (глибина закладення — 13 м), з острівною платформою 11 м завширшки і 120 м завдовжки. Об'єм станції — 145 168 м³, площа — 18 512 м². Оздоблення різнокольорове: підлога та колони — сірі, лави, стеля та колійні стіни — сині. По центру платформи розташовані лави.
Станція з колійним розвитком — 6 стрілочних переводів, перехресний з'їзд, 2 станційні колії для обороту та відстою рухомого складу і 2 колії для відстою рухомого складу.
Спроєктована польським архітектором Анджеєм М. Холджинським і компанією Metroprojekt. Розписи колійної стіни були створені Войцехом Фангором, художником польської школи плакату. На станції заставлено тактильне покриття.